# Llista de topònims de Bellmunt d'Urgell
Llista de topònims (noms propis de lloc) del municipi de Bellmunt d'Urgell, a la Noguera
Informació actualitzada per un bot. Els canvis manuals es perdran quan s'actualitzi!

## cabana
| imatge | Nom                | Ubicat a          | instància de | Detalls | coordenades                                                          | Protecció | Commons (més fotos) | Dades a WD                    |
| ------ | ------------------ | ----------------- | ------------ | ------- | -------------------------------------------------------------------- | --------- | ------------------- | ----------------------------- |
|        | Cal Paquino        | Bellmunt d'Urgell | cabana       |         | 41° 44′ 45″ N, 0° 56′ 51″ E / 41.7458337886077°N,0.947417317352621°E |           |                     | Modifica les dades a Wikidata |
|        | cabana del Joanet  | Bellmunt d'Urgell | cabana       |         | 41° 45′ 25″ N, 0° 57′ 06″ E / 41.7568244590884°N,0.951613654300586°E |           |                     | Modifica les dades a Wikidata |
|        | cabana del Sabater | Bellmunt d'Urgell | cabana       |         | 41° 46′ 09″ N, 0° 56′ 34″ E / 41.7690968347709°N,0.942861975679725°E |           |                     | Modifica les dades a Wikidata |
|        | cabana del Viola   | Bellmunt d'Urgell | cabana       |         | 41° 46′ 10″ N, 0° 56′ 39″ E / 41.7695077858209°N,0.944184228727144°E |           |                     | Modifica les dades a Wikidata |

## granja
| imatge | Nom                         | Ubicat a          | instància de | Detalls | coordenades                                                          | Protecció | Commons (més fotos) | Dades a WD                    |
| ------ | --------------------------- | ----------------- | ------------ | ------- | -------------------------------------------------------------------- | --------- | ------------------- | ----------------------------- |
|        | Granja de l'Olegàrio Baster | Bellmunt d'Urgell | granja       |         | 41° 45′ 34″ N, 0° 57′ 23″ E / 41.7594043384343°N,0.956391149758689°E |           |                     | Modifica les dades a Wikidata |
|        | Granja del Camil·lo Reguer  | Bellmunt d'Urgell | granja       |         | 41° 45′ 34″ N, 0° 56′ 58″ E / 41.7594427225553°N,0.949449403866604°E |           |                     | Modifica les dades a Wikidata |
|        | Granja del Català           | Bellmunt d'Urgell | granja       |         | 41° 45′ 17″ N, 0° 56′ 52″ E / 41.75465977954°N,0.947905798803922°E   |           |                     | Modifica les dades a Wikidata |
|        | Granja del Cuberes          | Bellmunt d'Urgell | granja       |         | 41° 46′ 39″ N, 0° 57′ 08″ E / 41.7775970405003°N,0.952336191419157°E |           |                     | Modifica les dades a Wikidata |
|        | Granja del Duardo Teixidor  | Bellmunt d'Urgell | granja       |         | 41° 45′ 58″ N, 0° 56′ 46″ E / 41.7661030905874°N,0.946181659854587°E |           |                     | Modifica les dades a Wikidata |
|        | Granja del Jaume            | Bellmunt d'Urgell | granja       |         | 41° 46′ 28″ N, 0° 57′ 13″ E / 41.7745771199484°N,0.95369559239077°E  |           |                     | Modifica les dades a Wikidata |
|        | Granja del Jaume Manuel     | Bellmunt d'Urgell | granja       |         | 41° 46′ 02″ N, 0° 57′ 02″ E / 41.767305571055°N,0.950474132255437°E  |           |                     | Modifica les dades a Wikidata |
|        | Granja del Mariano          | Bellmunt d'Urgell | granja       |         | 41° 46′ 13″ N, 0° 56′ 48″ E / 41.7703446361705°N,0.946659879232909°E |           |                     | Modifica les dades a Wikidata |
|        | Granja del Pelegrí          | Bellmunt d'Urgell | granja       |         | 41° 45′ 47″ N, 0° 57′ 27″ E / 41.7629250948648°N,0.957362028784207°E |           |                     | Modifica les dades a Wikidata |
|        | Granja del Tersol           | Bellmunt d'Urgell | granja       |         | 41° 46′ 33″ N, 0° 57′ 12″ E / 41.7758383695407°N,0.953210311756764°E |           |                     | Modifica les dades a Wikidata |

## masia
| imatge | Nom                | Ubicat a          | instància de | Detalls | coordenades                                                          | Protecció | Commons (més fotos) | Dades a WD                    |
| ------ | ------------------ | ----------------- | ------------ | ------- | -------------------------------------------------------------------- | --------- | ------------------- | ----------------------------- |
|        | Masia Colom        | Bellmunt d'Urgell | masia        |         | 41° 46′ 11″ N, 0° 56′ 48″ E / 41.769723980951°N,0.946703740993096°E  |           |                     | Modifica les dades a Wikidata |
|        | Masia del Barretet | Bellmunt d'Urgell | masia        |         | 41° 45′ 41″ N, 0° 56′ 02″ E / 41.7613°N,0.93385528°E 277 msnm        |           |                     | Modifica les dades a Wikidata |
|        | Masia del Canonge  | Bellmunt d'Urgell | masia        |         | 41° 46′ 05″ N, 0° 56′ 55″ E / 41.7681923581965°N,0.94868947525801°E  |           |                     | Modifica les dades a Wikidata |
|        | Masia del Marquet  | Bellmunt d'Urgell | masia        |         | 41° 46′ 16″ N, 0° 56′ 30″ E / 41.7712°N,0.941753°E 313 msnm          |           |                     | Modifica les dades a Wikidata |
|        | Masia dels Comdals | Bellmunt d'Urgell | masia        |         | 41° 45′ 39″ N, 0° 57′ 00″ E / 41.7608932269147°N,0.949980594766875°E |           |                     | Modifica les dades a Wikidata |
|        | Masia el Folguera  | Bellmunt d'Urgell | masia        |         | 41° 46′ 03″ N, 0° 57′ 27″ E / 41.7674109509267°N,0.957400134817903°E |           |                     | Modifica les dades a Wikidata |
|        | Torre Tolosa       | Bellmunt d'Urgell | masia        |         | 41° 45′ 25″ N, 0° 56′ 54″ E / 41.7570717079218°N,0.948310062717454°E |           |                     | Modifica les dades a Wikidata |

## Misc
| imatge | Nom                                    | Ubicat a                   | instància de                                   | Detalls                                                              | coordenades                                                                             | Protecció                      | Commons (més fotos)             | Dades a WD                    |
| ------ | -------------------------------------- | -------------------------- | ---------------------------------------------- | -------------------------------------------------------------------- | --------------------------------------------------------------------------------------- | ------------------------------ | ------------------------------- | ----------------------------- |
|        | Bellmunt                               | Bellmunt d'Urgell          | vèrtex geodèsic                                |                                                                      | 41° 46′ 28″ N, 0° 57′ 08″ E / 41.774446°N,0.952174°E 395.965 msnm                       |                                |                                 | Modifica les dades a Wikidata |
|        | Bellmunt d'Urgell                      | Bellmunt d'Urgell          | entitat singular de població capital municipal | 183 hab                                                              | 41° 46′ 25″ N, 0° 57′ 05″ E / 41.77348624°N,0.95145457°E                                |                                |                                 | Modifica les dades a Wikidata |
|        | Coma de l'Orella                       | Bellmunt d'Urgell Penelles | indret                                         |                                                                      | 41° 45′ 46″ N, 0° 56′ 31″ E / 41.762721°N,0.941921°E 282 msnm                           |                                |                                 | Modifica les dades a Wikidata |
|        | Sant Josep de Bellmunt d'Urgell        | Bellmunt d'Urgell          | església                                       | Estil: arquitectura gòtica arquitectura del Renaixement 16th century | 41° 46′ 28″ N, 0° 57′ 08″ E / 41.774422°N,0.952203°E ca:Carrer Major, Bellmunt 380 msnm | bé cultural d'interès nacional | Sant Josep de Bellmunt d'Urgell | Modifica les dades a Wikidata |
|        | casa consistorial de Bellmunt d'Urgell | Bellmunt d'Urgell          | casa consistorial                              |                                                                      | 41° 46′ 28″ N, 0° 57′ 09″ E / 41.7743547°N,0.9525747°E                                  |                                |                                 | Modifica les dades a Wikidata |